# London Palladium
London Palladium – teatr rozrywkowy znajdujący się przy Argyll Street w dzielnicy Westminster w Londynie. Z powodu wielu nagrań telewizyjnych, które tam zrealizowano, oraz gwiazd muzyki, które występowały w tym miejscu, London Palladium uznawany jest za jeden z najsłynniejszych teatrów Londynu i Wielkiej Brytanii.

## Budynek
London Palladium został zbudowany z inicjatywy przedsiębiorcy Waltera Gibbonsa, aby rywalizować z Hippodrome Edwarda Mossa i Coliseum Theatre Oswalda Stolla. Budynek teatru pochodzi z 1910 roku, chociaż jego fasada powstała w XIX wieku. Przed powstaniem Palladium na jego miejscu znajdował się drewniany budynek o nazwie „Corinthian Bazaar”, w którym mieściła się ptaszarnia, która miała na celu przyciągnięcie klientów z pobliskiego „Pantheon Bazaar” (obecnie należącego do Marks & Spencer) przy Oxford Street. Został on przez przebudowany przez Fredricka Henglera, syna linoskoczka i służył jako siedziba cyrku „Henglers Grand Cirque”. W budynku znajdował się także „National Skating Palace” – lodowisko z prawdziwym lodem. Jednakże lodowisko zbankrutowało i Palladium po raz kolejny uległo przebudowie, tym razem według projektu Franka Matchama, słynnego architekta teatrów, który zaprojektował również Coliseum Theatre.
Najbliżej położoną stacją metra londyńskiego jest Oxford Circus. Na widowni znajdują się 2302 miejsca (w tym 20 stojących). W budynku umieszczono tablice pamiątkowe upamiętniające Lewa Grade’a i Frankiego Vaughana. Palladium miał własny system telefoniczny, dzięki któremu abonenci lóż mogli dzwonić między sobą. Posiadał także scenę obrotową.
Teatr zachował wiele ze swojego oryginalnego wystroju i we wrześniu 1960 roku został włączony do rejestru zabytków Wielkiej Brytanii.

## Historia

### Okres przedwojenny i wojenny
Teatr otwarto 26 grudnia 1910 roku. Początkowo nosił nazwę „The Palladium” i był miejscem przedstawień rewiowych. Wiązało się to zwłaszcza z corocznymi spektaklami Royal Variety Performances, których wiele (również pierwsze w historii) odbyły się w tym miejscu. Od 1928 roku był zarządzany przez George’a Blacka, który kontrolował Moss Empires, przedsiębiorstwo posiadające wiele brytyjskich teatrów. Przez trzy miesiące w Palladium działo kino. W latach 30. XX wieku teatr był stałą siedzibą kabaretu The Crazy Gang. W 1934 roku do nazwy dodano człon „London”. Podczas bombardowania Londynu był nieczynny. Odpowiedzialnym za rezerwacje był Val Parnell.

### Era Vala Parnella
W 1945 roku zmarł Black. Funkcję sekretarza generalnego Palladium, jak i Moss Empires, przejął po nim Parnell. Przyjął kontrowersyjną, ale bardzo udaną politykę zatrudniania drogich gwiazd ze Stanów Zjednoczonych, wypierając tym samym ówczesnych brytyjskich artystów, którzy byli gorzej opłacani i traktowani jako gwiazdy drugiej kategorii. Wśród wielu amerykańskich gwiazd występujących wówczas byli m.in. Judy Garland, Sophie Tucker, Bing Crosby, Danny Kaye, The Andrews Sisters, Bob Hope, Ella Fitzgerald, Frank Sinatra, Liza Minnelli, Sammy Davis Jr., Frankie Laine i Johnnie Ray.
W latach 1955–1967 London Palladium był miejscem powstawania popularnego coniedzielnego show rewiowego Sunday Night at the London Palladium. Gospodarzem programu był najpierw Tommy Trinder, później zostali nim Bruce Forsyth i Norman Vaughan. Show był transmitowany przez Associated Television (ATV), będącą częścią sieci telewizyjnej ITV. Producentem był Val Parnell. Między majem a sierpniem 1966 roku sześć odcinków wyemitowała amerykańska stacja telewizyjna NBC.
Parnell związał się z firmą deweloperską, której zaczął sprzedawać teatry należące do Moss Empires w celu ich przebudowy. Kiedy w 1966 roku okazało się, że taki los czeka m.in. London Palladium, Theatre Royal przy Drury Lane i Victoria Palace Theatre; Prince Littler, mając na celu ochronę zabytkowych teatrów, zorganizował przejęcie kontroli nad nimi. Ostatecznie Val Parnell odszedł na emeryturę i osiadł we Francji.
Nowym dyrektorem generalnym Stoll-Moss został Louis Benjamin, który równocześnie nadal sprawował funkcję dyrektora zarządzającego wytwórni fonograficznej Pye Records, części ATV Group.

### Musicale
W 1968 roku Sammy Davis Jr. wystąpił w Golden Boy, pierwszym musicalu wystawionym w Palladium. Od tego czasu musicale stanowią znaczącą część repertuaru London Palladium.
W 1970 roku kierownictwo Palladium próbowało nakłonić Elvisa Presleya do czternastu występów w przeciągu jednego tygodnia. Gdy menedżer Presleya, Tom Parker, usłyszał, że oferta opiewa na kwotę 28 tys. dolarów, podobno powiedział: „To dobre dla mnie, ale za ile możesz dostać Elvisa?” Gdyby Presley wystąpił w Palladium, byłby to jego pierwszy występ zagraniczny. Ostatecznie Presley nigdy nie wystąpił poza Ameryką Północną.
W styczniu 1973 roku glam rockowa grupa muzyczna Slade dała w Palladium koncert, w wyniku którego balkon niemal zawalił się. W 1976 roku odbył się koncert Marvina Gaye, który został w następnym roku w postaci albumu koncertowego Live at the London Palladium.
W późnych latach 80. teatr ponownie był miejscem, z którego nadawano telewizyjny program telewizyjny, tym razem był nim Live From the Palladium, prowadzony przez Jimmy’ego Tarbucka.
W tym okresie właścicielem Palladium był Stoll Moss Theatres Group, którego główni akcjonariusze, Margaret i David Locke zarządzali działalnością teatru.

### Epoka Really Useful Group
W 2000 roku teatr uległ kolejnej zmianie własnościowej, stając się częścią Bridgepoint Capital i Really Useful Group Andrew Lloyda Webbera.
Od 5 maja 2000 roku do 5 stycznia 2002 w Palladium wystawiano musical Król i ja, który był adaptacją broadwayowskiej produkcji z 1996 roku. W rolach głównych wystąpili Elaine Paige i Jason Scott Lee. Po zakończeniu tej produkcji, usunięto słynną, ale przestarzałą scenę obrotową.
Od kwietnia 2002 roku do 4 września 2005 roku w Palladium grano musical Chitty Chitty Bang Bang, który stały się dużym sukcesem. Była to najczęściej grane przedstawienie w historii teatru. Od grudnia 2005 roku całkowitym właścicielem London Palladium jest Really Useful Group.
Na przełomie 2005 i 2006 roku, w okresie świąt Bożego Narodzenia, wystawiano Scrooge – The Musical. Od lutego 2006 grano musical Sinatra At The London Palladium, oparty na największych przebojach Franka Sinatry.
W listopadzie 2006 roku rozpoczęto pokazywanie musicalu Dźwięki muzyki, który nie schodził z afisza do 21 lutego 2009 roku. Producentami byli Lloyd Webber i Ian David. W roli głównej wystąpiła Connie Fisher, zwyciężczyni telewizyjnego programu rozrywkowego o charakterze konkursu Jak znaleźć Marię? produkcji BBC.
18 i 25 lutego 2007 roku Rufus Wainwright wystąpił na dwóch recitalach poświęconych pamięci Judy Garland.
20 maja 2007 roku London Palladium był miejscem wręczania nagród Brytyjska Akademia Sztuk Filmowych i Telewizyjnych.
Od czerwca 2009 roku w Palladium grany jest musical Zakonnica w przebraniu. Producentką jest Whoopi Goldberg.
Po zakończeniu produkcji Zakonnicy w przebraniu w 2011 roku, jej miejsce zajął musical Czarnoksiężnik z Oz, którego producentem jest Lloyd Webber. Rolę Dorotki Gale grała Danielle Hope, zwyciężczyni brytyjskiego programu telewizyjnego Over the Rainbow. Ostatni spektakl Czarnoksiężnika odbył się we wrześniu 2012 roku, a jego miejsce w zajmie wznowienie Scrooge – The Musical. Na lipiec 2013 roku planowano premierę Charliego i fabryki czekolady.